# Leopoldo Romañach Guillén
Leopoldo Romañach Guillén (Villa Clara, 7 de octubre de 1862-La Habana, 10 de septiembre de 1951) fue un pintor cubano, considerado uno de los grandes maestros de la plástica durante los siglos XIX y XX en su país.

## Biografía
Nació el 7 de octubre de 1862 en Sierra Morena (Villa Clara). Aunque a los cinco años queda huérfano y es llevado a vivir a España, desde entonces, su amor por el paisaje cubano se ve claramente representado en sus intentos por dejarlo plasmado en el papel, contrario a los deseos de su padre, que deseaba encaminarlo en el mundo del comercio. Regresa a Cuba a los catorce años de edad y seguidamente es enviado a estudiar a los Estados Unidos para estudiar inglés y comercio, pero debido a su afición artística abandona sus estudios y regresa a Cuba sin grandes logros.
Luego convence al maestro Miguel Melero, director de la Academia de Bellas Artes San Alejandro para que le permita entrar a la Academia para tomar clases de colorido. A su regreso a Caibarién, Francisco Ducassi lo anima a seguir su vocación y le consigue una beca en la Escuela de Bellas Artes de Roma, donde tiene como profesores a Enrique Serra, Francisco Pradilla y Filippo Prosperi, director del plantel.  Al graduarse y regresar a Cuba consigue el puesto de profesor de la Cátedra de Colorido de la Academia de Bellas Artes y luego viaja a París para estudiar las nuevas teorías pictóricas del impresionismo, con las cuales cambia los esquemas tradicionales de la enseñanza en la academia. 
La primera etapa de su obra evidencia una marcada tendencia hacia una concepción patética influenciada por el momento histórico-social en que se desenvuelve y comprende obras como: Nido de miseria, La convaleciente, La abandonada y otras. 
En el segundo período se ven más marcados los nuevos avances de la técnica pictórica, la tricromía y el impresionismo; corresponden a este sus obras: La promesa, La última prenda, La muchacha del abanico, La vuelta al trabajo y El ex voto, entre otras. 
La tercera época de su trabajo evidencia el abandono de los temas patéticos, desarrollándose su más importante labor estética en esta, lo cual podemos observar en: Hizo modelos, Primavera, Campesina, En un rincón del estudio, Cabezas, Desnudo y, su último cuadro, Impresionismo.
Por su quehacer artístico Romañach alcanzó numerosos galardones, por ejemplo, medalla de bronce en la Exposición Universal de París (1900); medalla de oro la Exposición Universal  de San Luis (1904); medalla de plata en la Exposición de Buffalo (1904); medalla de oro en Charleston; primer premio en Cuba (1912), en Panamá (1915) y Sevilla (1929). 
Debido a todos estos resultados se le confirió el título de miembro del Círculo Artístico Internacional de Roma, miembro de número de la Academia Nacional de Artes y Letras de Cuba, la medalla de honor del Círculo de Bellas Artes y la Cruz de la Orden de Carlos Manuel de Céspedes. Por sus logros fue nombrado profesor eméritus de su cátedra y director honoris causa de la Escuela Nacional de Bellas Artes San Alejandro y su anexa.  La Falleció en La Habana el 10 de septiembre de 1951. 